# Ganymed (Mythologie)

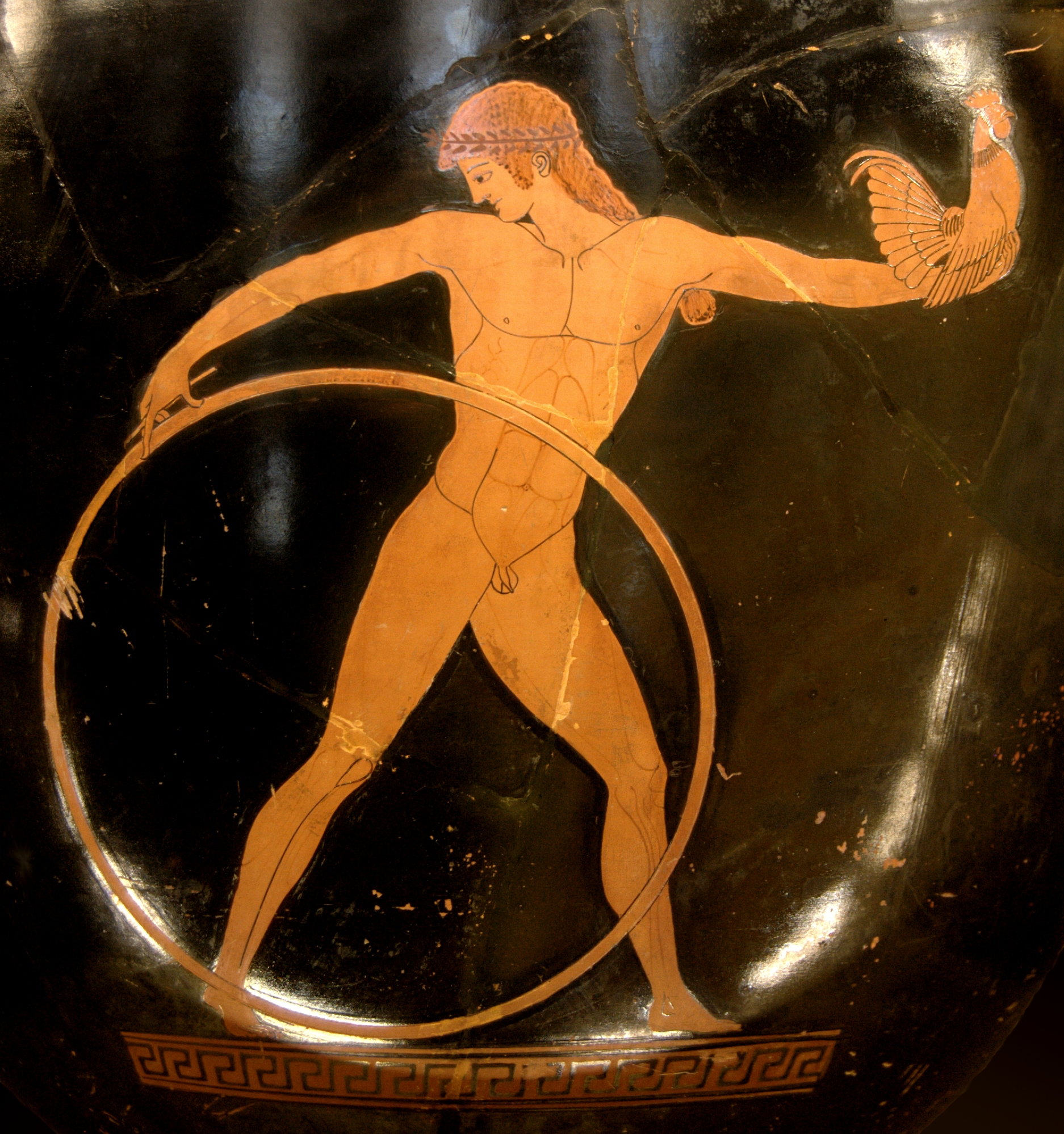
Ganymed führt einen Reifen und hält dabei einen jungen Hahn in die Höhe. (Die Rückseite zeigt Zeus bei der Verfolgung des Jünglings.)
(Rotfiguriger Glockenkrater, traditionelles Päderasten-Geschenk, um 500 v. Chr., Louvre in Paris)

Ganymed, auch Ganymedes (altgriechisch Γανυμήδης Ganymḗdēs, deutsch ‚der Glanzfrohe‘, lateinisch Catamitus), ist in der griechischen Mythologie ein Sohn des trojanischen Königs Tros und der Kallirrhoë, Bruder des Assarakos und des Ilos, und der „Schönste aller Sterblichen“. Er wurde von Zeus geliebt.

## Mythos
Als Hirtenknabe wurde er von Zeus auf den Olymp entführt, damit er dort Mundschenk für die Götter sei und ewig dort lebe. In dieser Aufgabe löste er Hebe, die Tochter des Zeus und der Hera, gegen den Willen Heras ab. In einer anderen Version soll Eos Ganymed entführt haben, Zeus nahm ihn ihr weg.
Die Ganymed-Sage wurde in der Antike unterschiedlich dargestellt: Die älteste Form war wohl der sumerische Etana-Mythos. Dieser Mythos wird auch  auf der Tafel 7 des Gilgamesch-Epos dargestellt. Dies spricht für das extrem hohe Alter des Mythos. Andere Versionen lassen sich in der Ilias des Homer, aber auch bei Vergil und Ovid sowie bei Lukian finden. In einer Darstellungsweise wird Ganymed durch einen Sturm, in einer anderen Version durch Zeus selbst, der sich in einen Adler verwandelt hat, vom Berge Ida in Phrygien auf den Olymp entführt.

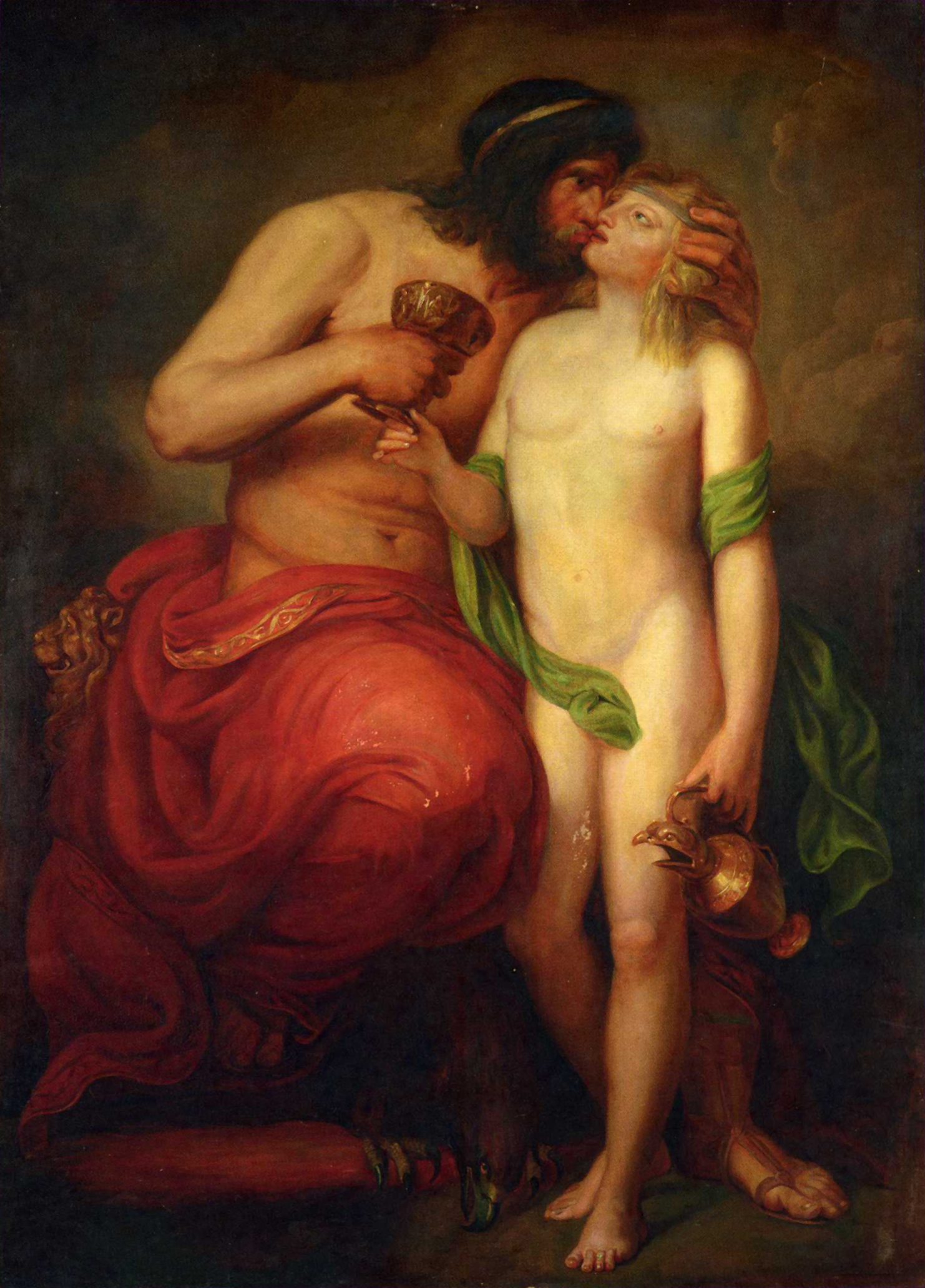
Jupiter küsst Ganymed. 19. Jahrhundert

Die Gestalt des Adlers und auch Ganymed wurden nach einer Überlieferung von Zeus als Sternbilder an den Himmel versetzt, Ganymed dabei als Tierkreiszeichen Wassermann.

## Deutungen
Bei Platon wird der Mythos um Zeus und Ganymed als eine Erfindung der Kreter dargestellt. Das Vorbild des Zeus habe die bei ihnen verbreitete Liebe zwischen Männern legitimieren sollen. Die Sage gewann im antiken Griechenland und im Römischen Reich große Popularität, denn sie gab der leidenschaftlichen Liebe erwachsener Männer zu Knaben (Ephebophilie) eine religiöse Berechtigung. Xenophon sieht in ihr den Beweis dafür, dass nicht die physischen, sondern die geistigen Vorzüge die Liebe der Götter gewinnen. Auf römischen Sarkophagen findet man ihn als Symbol für die Erhebung der menschlichen Seele über das Irdische.
In der Ikonografie gilt Ganymed bisweilen auch als Präfiguration des Johannes.

## Darstellung in der Kunst
Antike Abbildungen Ganymeds findet man ab dem 5. Jahrhundert vor Christus auf Vasen und anderen Zier- und Gebrauchsgegenständen. Ganymedes ist auch ein Charakter im Satyricon des römischen Autors Titus Petronius und eine Einzelskulptur in der antiken Skulpturengruppe Las Incantadas aus Thessaloniki, die sich heute im Louvre befindet.
In der Neuzeit hat die (homo-)erotische Bedeutung der Erzählung viele Künstler inspiriert, unter anderem gibt es darüber eine Zeichnung von Michelangelo, Gemälde von Rubens und Rembrandt, eine Marmorplastik von Thorvaldsen, ein Relief von Ferdinand Schlöth, ein Gedicht von Goethe und ein Gedicht von Hölderlin. Goethes Gedicht wurde von Franz Schubert vertont.

Ganymed-Darstellungen in der Kunst
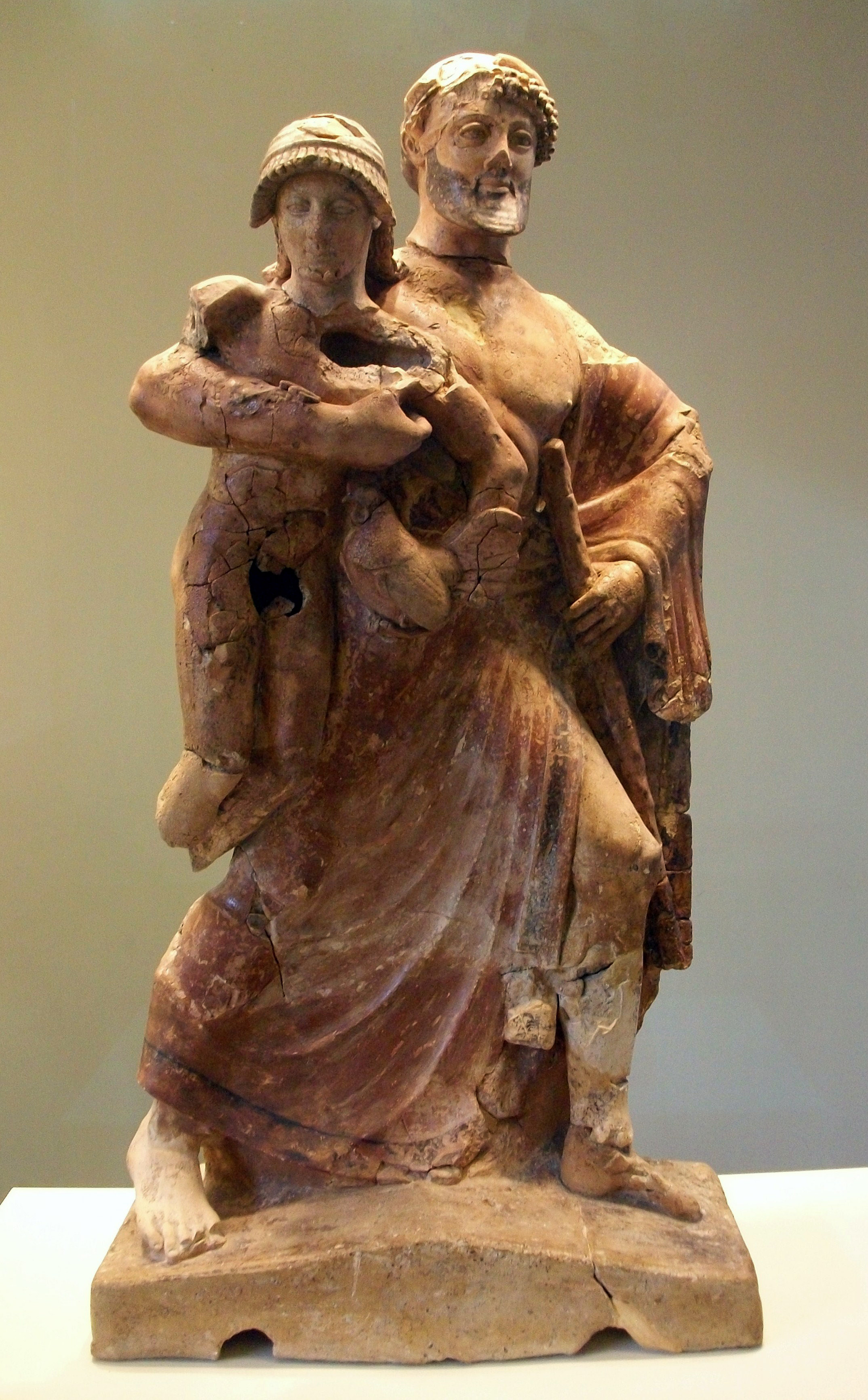
Gruppe des Zeus mit Ganymed. 5. Jh. v. Chr. Archäologischer Park Olympia
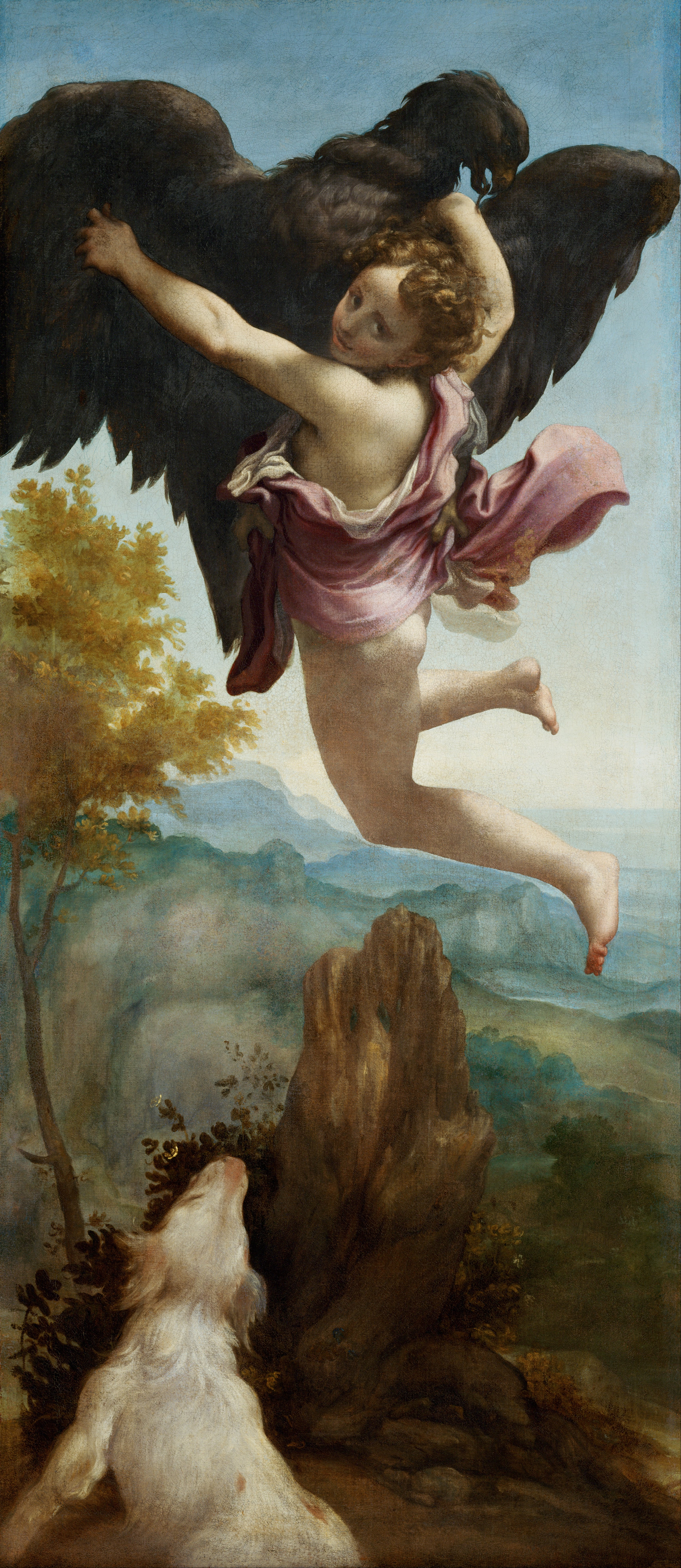
Die Entführung des Ganymed (Correggio) um 1530, Kunsthistorisches Museum, Wien
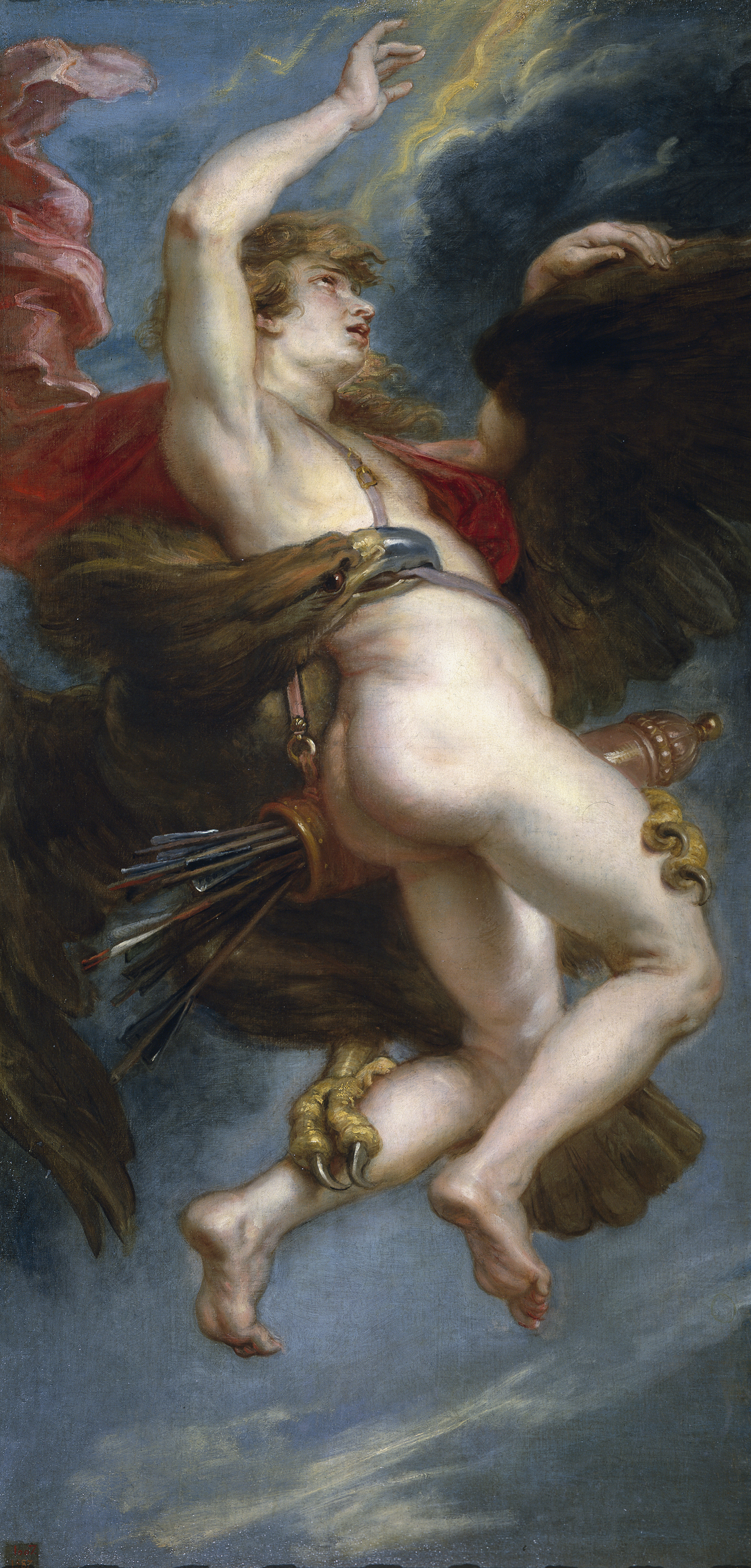
Der Raub des Ganymedes Rubens porträtiert Ganymed als schönen Jüngling … 1636–1638, Museo del Prado, Madrid
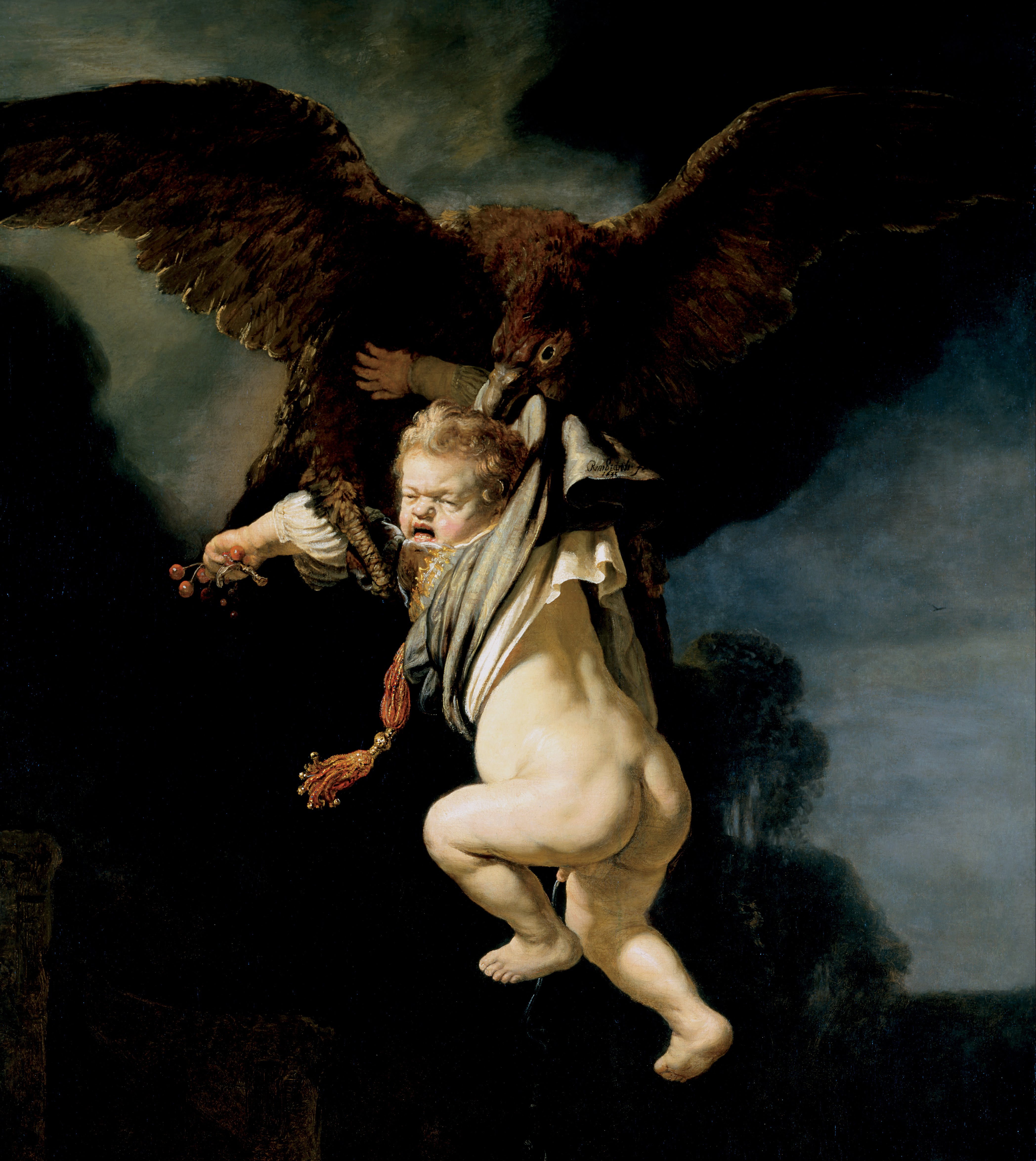
Ganymed in den Fängen des Adlers … Rembrandt dagegen auf Auftrag eines niederländischen calvinistischen Mäzens als verängstigtes, heulendes und urinierendes Kleinkind. 1635, Gemäldegalerie Alte Meister, Dresden
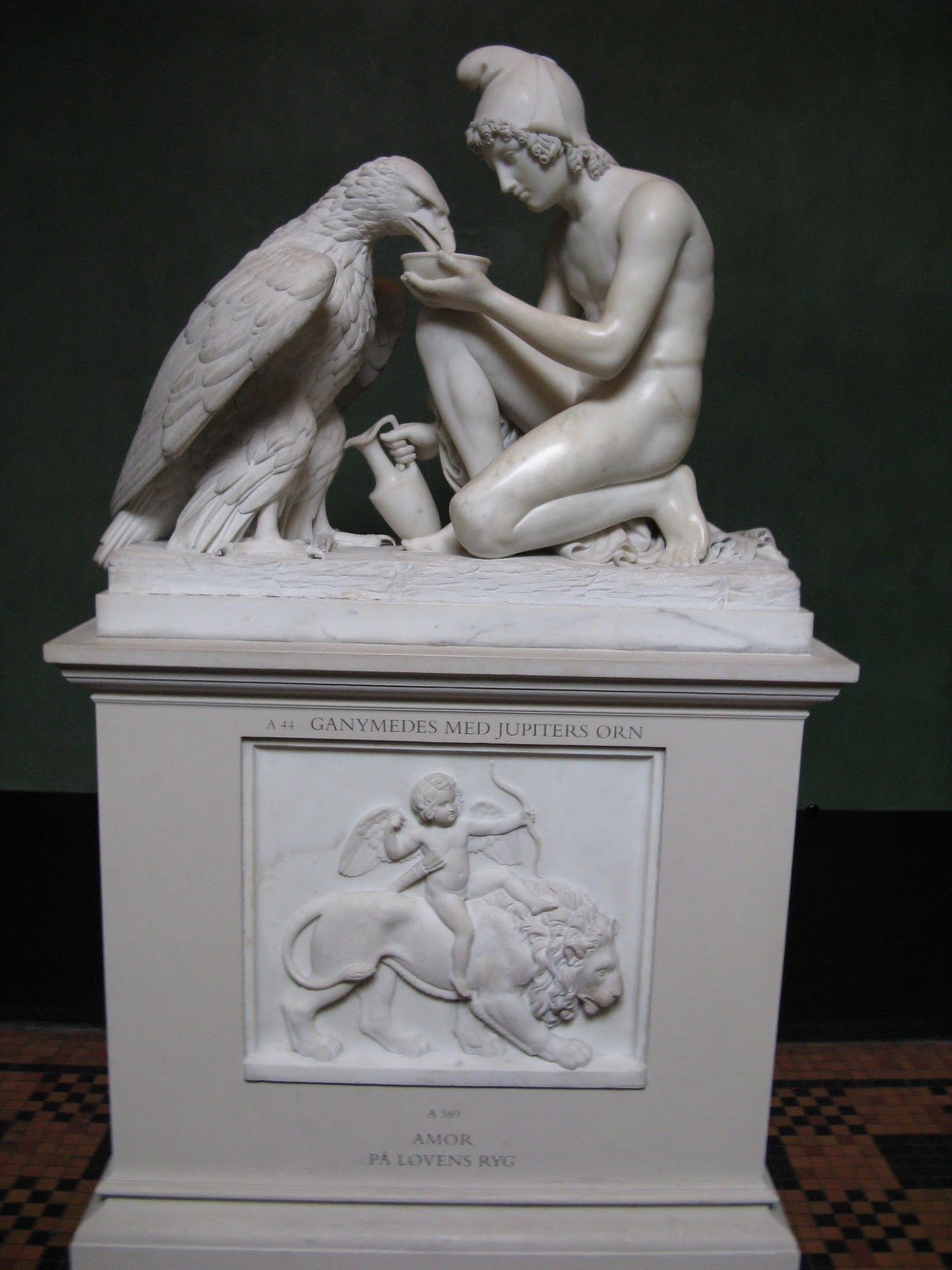
Ganymed, den Adler des Zeus tränkend (Marmorgruppe von Bertel Thorvaldsen) 1817, Thorvaldsen-Museum, Kopenhagen
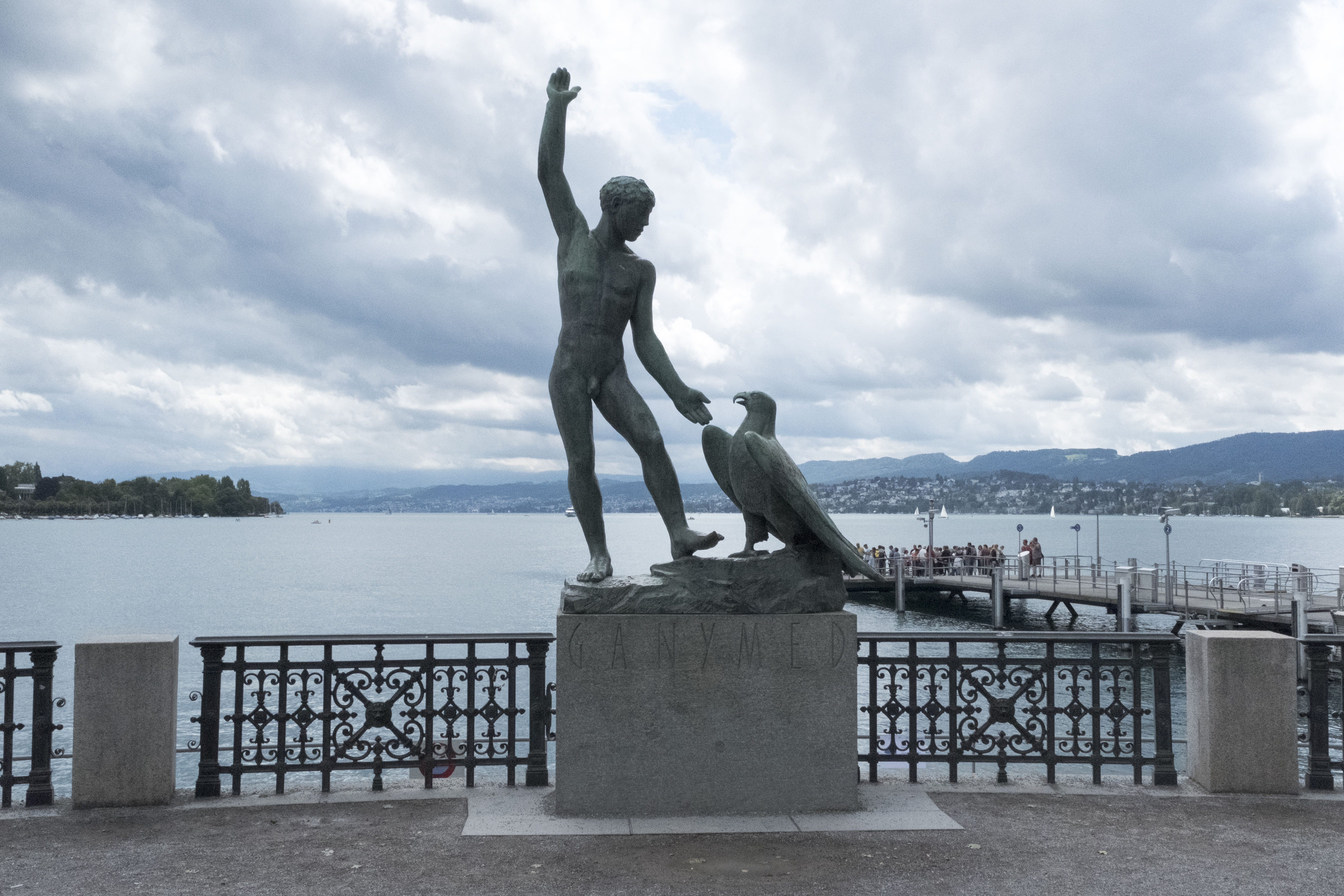
Ganymed-Statue von Hermann Hubacher, 1952, auf der Bürkliterrasse beim Bürkliplatz am Zürichsee in Zürich

## Ganymed als Namensgeber
- Wegen Ganymeds Funktion auf dem Olymp wurden in der Neuzeit manchmal auch vergleichbare Bedienstete wie Sklaven, Diener oder Kellner als Ganymed bezeichnet.
- Nach Ganymed ist ein Jupitermond, der von Galileo Galilei entdeckt wurde, benannt (→ Ganymed (Mond)).
- Ebenso ein erdnaher Asteroid vom Amor-Typ (→ (1036) Ganymed).